# Frankford (Delaware)
Frankford – miasto w Stanach Zjednoczonych, w stanie Delaware, w hrabstwie Sussex.